# AirPort Time Capsule
Az AirPort Time Capsule az Apple által elsődlegesen a saját asztali gépeihez kifejlesztett mentőeszköz, mely egyben egy Hálózatra kapcsolt adattár (NAS), és egy tűzfallal védett Wi-Fi router is.
Az eszközre az Apple számítógépei az OS X részét képező Time Machine alkalmazással folyamatos biztonsági mentést tudnak végezni, mely mentésből nem csak az utolsó mentés, hanem a korábbi állapotok is visszaállíthatóak.
A router vendéghálózati funkciójával különálló Wi-Fi hálózat állítható be jelszóval vagy anélkül. A vendéghálózat csak az internethez nyújt hozzáférést, vagyis az elsődleges hálózat – a külső merevlemezeket, a nyomtatót és a helyi hálózathoz csatlakoztatott összes többi eszközt is beleértve – továbbra is biztonságos lesz.
Az Apple 2018-ban leállt a termék gyártásával arra hivatkozva hogy a legutolsó frissítése már 5 éve volt.